# Мильман, Пьер Давидович
Пьер Давидович Мильман (род. 1945, Одесса) — советский, израильский и канадский математик.

## Биография
Сын математика Давида Пинхусовича Мильмана и Немы Эммануиловны (Менделевны) Мильман. В 1967 году окончил механико-математический факультет Московского университета, работал научным сотрудником в Институте химической физики имени Н. Н. Семёнова АН СССР и Институте физики твёрдого тела АН СССР.
В 1975 году защитил диссертацию доктора философии в Тель-Авивском университете и в том же году начал работать в Торонтском университете. С 1986 года — профессор Торонтского университета. Член Канадского королевского общества (1997).
Лауреат премии Джефри-Уильямса (2005).

## Семья
- Братья — математики Виталий Мильман и Владимир Мильман (род. 1948), координатор по технологиям Торонтского университета, драматург и продюсер театра «Феникс»[4].